# Nežilovita
La nežilovita o nezilovita es la forma mineral de un óxido múltiple de composición PbZn2Mn4+2Fe3+8O19, también referida como  PbZn2(Mn4+,Ti4+)2(Fe3+,Mn3+,Al)8O19.
Fue descrita por vez primera en 1996 por V. Bermanec, D. Holtstam, D. Sturman, A.J. Criddle, M.E. Back y S. Scavnicar,
recibiendo su nombre por su localidad tipo, situada a 15 km de la población de Nežilovo (Macedonia del Norte).

## Propiedades
La nežilovita es un mineral opaco de color negro y brillo metálico.
Posee una dureza entre 4 y 5 en la escala de Mohs y una densidad de 5,69 g/cm³. Es anisótropo y no pleocroico.
Cristaliza en el sistema hexagonal, clase dihexagonal dipiramidal (6/m 2/m 2/m).
Contiene un 37% de hierro, un 17% de plomo, un 11% de zinc y un 7% de manganeso (valores aproximados). Puede también contener titanio y aluminio, en proporciones cercanas al 2%, por lo que se ha propuesto como fórmula empírica de este mineral PbZn2Mn4+1.5Ti0.5Fe3+8O19, así como PbZn2(Fe0.6Mn0.3Al0.1)8(Mn0.75Ti0.25)2O19. Por otra parte, es un mineral magnético.
Es miembro del grupo mineralógico de la magnetoplumbita, óxidos cuya fórmula general corresponde a M12O19; además de la  nežilovita, pertenecen a este grupo magnetoplumbita —que da nombre al grupo—, barioferrita,  batiferrita, plumboferrita y yimengita.

## Morfología y formación
La nežilovita se presenta en forma de cristales tabulares finos de 0,2 a 1 mm de tamaño con una cara de prisma hexagonal subordinada.
En la localidad tipo se encuentran en un mármol dolomítico rosado de un complejo metamórfico precámbrico de gneises, esquistos y mármoles.
Entre los minerales asociados a la nežilovita están plagioclasa, clorita, talco y diversos minerales óxidos como gahnita, franklinita y hematita.

## Yacimientos
La localidad tipo, y único yacimiento conocido de este mineral, es un complejo metamórfico situado en el macizo Pelagónico cerca de Nežilovo, a unos 40 km al suroeste de Veles (Macedonia del Norte). Es una formación vulcánico-sedimentaria sometida a metamorfismo, compuesta principalmente de gneises de albita y meta-riolitas. Es también localidad tipo de otro mineral óxido, la ferricoronadita.